# Rama Cay
Rama Cay är en liten mycket tätbefolkad ö i Blufieldslagunen i kommunen Bluefields i västra Nicaragua. Ön är Ramafolkets största och mest betydelsefulla bosättning.

## Geografi
Rama Cay är 500 meter lång med varierand bredd med en smal midja i mitten. Öns storlek är ca 10 hektar, och dess högsta punkt ligger 12 meter över lagunen. Rama Cay är den östligaste ön i en liten ögrupp som även inkluderar den något större Mission Cay, samt de mycket mindre Walker Cay och Swallow Cay.. 

## Befolkning

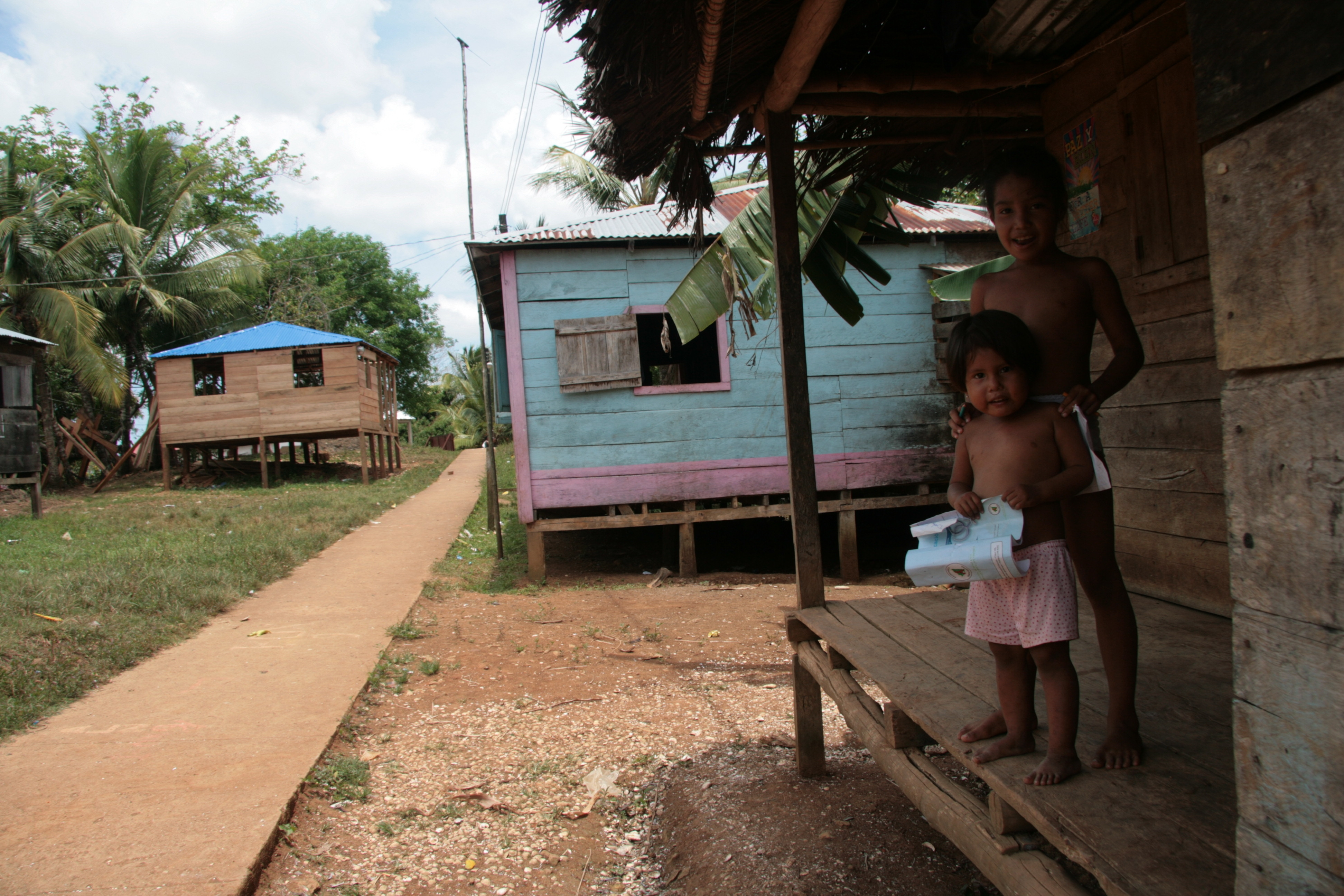
Trähus på Rama Cay

Med 575 invånare (2005), bor det drygt 5 000 invånare per kvadratkilometer, vilket bara är lite mindre än befolkningstätheten i Hong Kong. Husen är byggda av trä, med tak av palmblad eller plåt. Befolkningen är herrnhutister. Öns invånare är flerspråkiga. Förutom det lokala modersmålet rama, behärskar de flesta även miskito och engelska, samt en del även spanska.

## Transporter och Turism
Det enda sättet att nå ön är med båt, men det finns ingen reguljär båttrafik. Rama Cay har varken hotel eller restauranger.